# Северное золото

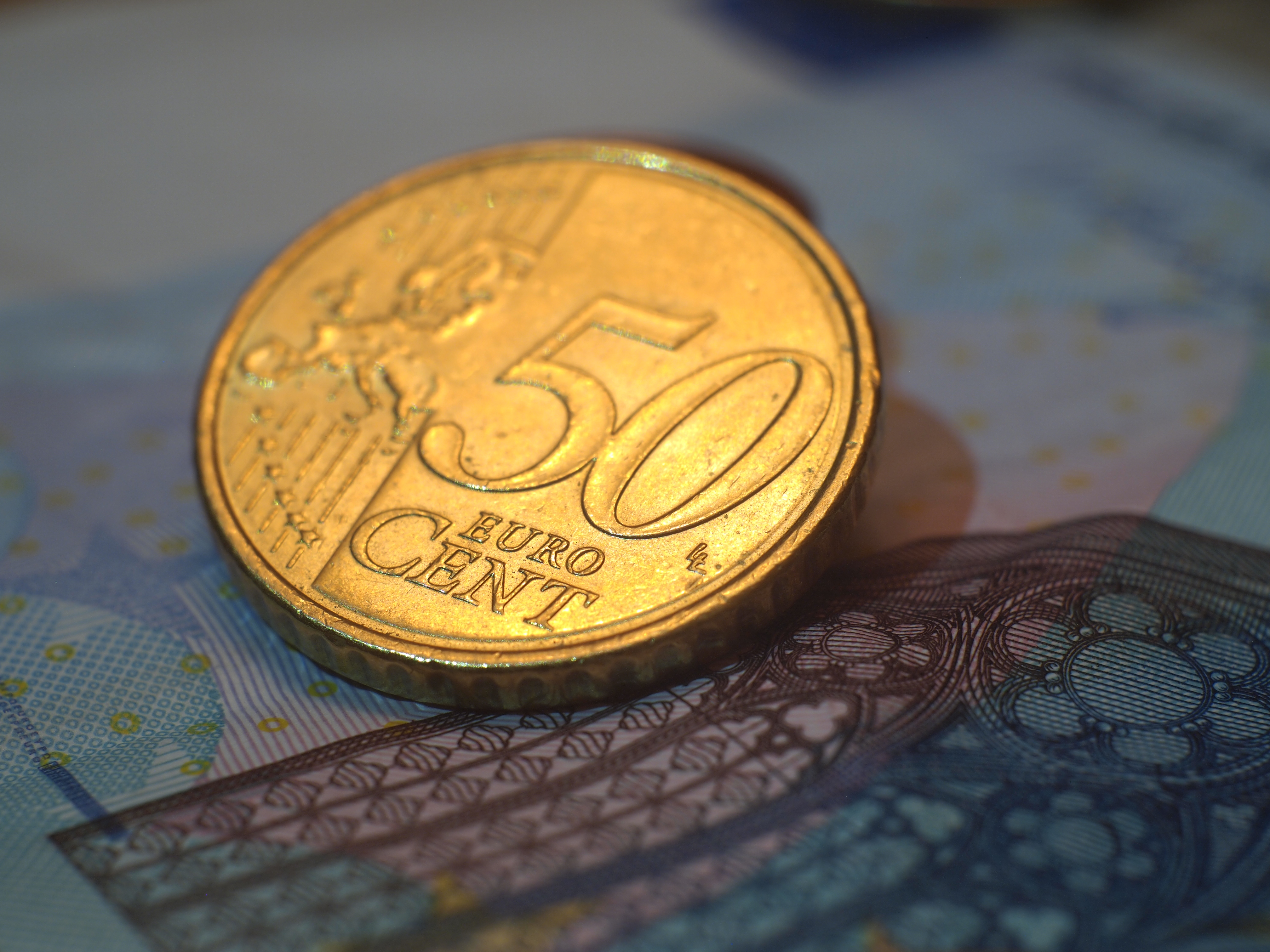

Северное золото (швед. nordiskt guld, англ. Nordic Gold) — медно-алюминиевый сплав золотистого цвета, также известный как «жёлтый нордик», из которого сделаны монеты в 10, 20 и 50 евроцентов, польские памятные монеты 2 злотых и шведские 10 крон, для которых он и был изначально изготовлен — отсюда и происходит название. Данный сплав также какое-то время использовался и в других странах, например, Вануату.

## Сплав
Состав: медь — 89 %, алюминий — 5 %, цинк — 5 %, олово — 1 %.
В нём не содержится золота, и его названием очень трудно ввести в заблуждение, так как по цвету и весу «северное золото» совсем не похоже на настоящее.